# Acidente ferroviário de Taveiro
O Acidente ferroviário de Taveiro ocorreu em 23 de Setembro de 1978, na Estação Ferroviária de Taveiro, na Linha do Norte, em Portugal.

## Acidente
O acidente envolveu apenas um comboio, o serviço semidirecto n.º 16 da operadora Caminhos de Ferro Portugueses, transportando passageiros e mercadorias, compostas por automóveis. O comboio era formado por uma locomotiva, vagões de mercadorias, um furgão, e pelo menos cinco carruagens, uma delas restaurante. Partiu da cidade do Porto às 18:45, com destino a Lisboa, tendo parado por volta das 21 horas na estação de Coimbra-B, onde permaneceu durante alguns minutos, seguindo depois viagem. Quando se estava a aproximar da estação de Taveiro, a uma velocidade aproximada de 100 Km/h, um aparelho de mudança de via avariou e mudou de direcção quando já tinha passado metade do comboio, pelo que a sexta carruagem foi forçada a circular para uma via diferente do resto da composição, descarrilando e embatendo num poste de alta tensão, ficando assim quase partida ao meio, e levando ao descarrilamento das outras carruagens. Devido à violência do embate, as carruagens voltaram-se, arremessando os passageiros dos seus assentos, tendo as duas vítimas mortais caído para o exterior. Estas foram identificadas como Engrácia Pereira, de trinta anos, e a sua filha de seis anos, Joaquina do Sameiro Pereira de Campos, residentes em Ovar. Nesse dia foi noticiada a presença de uma terceira vítima mortal, Jorge Dias Ferreira, que afinal não esteve envolvido no acidente, tendo falecido num desastre de viação. O acidente causou igualmente cinquenta feridos, que foram assistidos nos hospitais de Coimbra.
Além nos danos no material circulante, a cobertura da estação de Taveiro também ficou parcialmente destruída, tendo o prejuízo sido provisoriamente calculado em cerca de 60 a 70 mil contos.
O alarme foi dado pelos populares, que também participaram no socorro às vítimas, tendo alguns automóveis particulares sido utilizados, em conjunto com as ambulâncias, no transporte dos feridos para os hospitais da Universidade de Coimbra. Na madrugada do dia 24 estiveram no local o presidente da república, António Ramalho Eanes, e o antigo primeiro-ministro, Alfredo Nobre da Costa, que depois visitaram os feridos nos hospitais de Coimbra. A operadora Caminhos de Ferro Portugueses organizou um serviço de transbordo entre Alfarelos e Coimbra-B, com seis autocarros, enquanto que os comboios de mercadorias foram desviados para um percurso alternativo pela Figueira da Foz. Para a remoção do material circulante acidentado foi utilizada uma grua de grande potência vinda de Lisboa.  A via descendente foi desimpedida por volta das 17 horas do dia 24, embora com grandes limitações de velocidade neste lanço, que atrasaram consideravelmente a circulação na Linha do Norte. No dia 25 estava quase concluída a remoção dos destroços do comboio, tendo sido instalados novos carris e um lanço de catenária. No dia seguinte ainda só estava aberta ao serviço a via descendente, com velocidade limitada a 10 Km/h. Nessa altura ainda faltavam vir bogies para remover algumas carruagens, e de uma grua para remover a sexta carruagem, que ainda se encontrava atravessada na via férrea.
O chefe da estação de Taveiro, Armando Silvino, avançou a teoria que este descarrilamento tinha sido causado por «qualquer avaria nos mecanismos». Outros técnicos desvalorizaram esta hipótese, tendo apontado um defeito nos rodados da sexta carruagem como a possível causa do acidente. Em 29 de Setembro, a operadora emitiu um comunicado oficial, onde divulgou que tinham sido encontradas provas de uma «fractura recente» no aparelho de mudança de via, precisamente no local onde se iniciou o descarrilamento. Este acidente ocorreu apenas alguns meses após a publicação, em 16 de Julho, de um comunicado por parte da Federação dos Sindicatos Ferroviários, onde criticou a situação politica e financeira do governo em relação às empresas nacionalizadas, como a CP, e alertou que «o perigo existente nas vias é um facto. Os veios não são substituídos, e para obstar a essas anomalias, e por questões de segurança, os comboios são suprimidos, ou são diminuídos nas suas composições.».